# Maerivier (Muoniorivier)
Maerivier (Zweeds – Fins: Maejoki) is een rivier annex beek, die stroomt in de Zweedse  gemeente Kiruna. De rivier verzorgt de afwatering van een aantal meren ten westen van het begin / eind van de Europese weg 45. Het is een groot moerasgebied met allerlei kleinere meren. De rivier stroomt naar het noorden en levert haar water in bij de Muonio. Ze is circa vijf kilometer lang.
Afwatering: Maerivier → Muonio → Torne → Botnische Golf